# Jehudit Naot

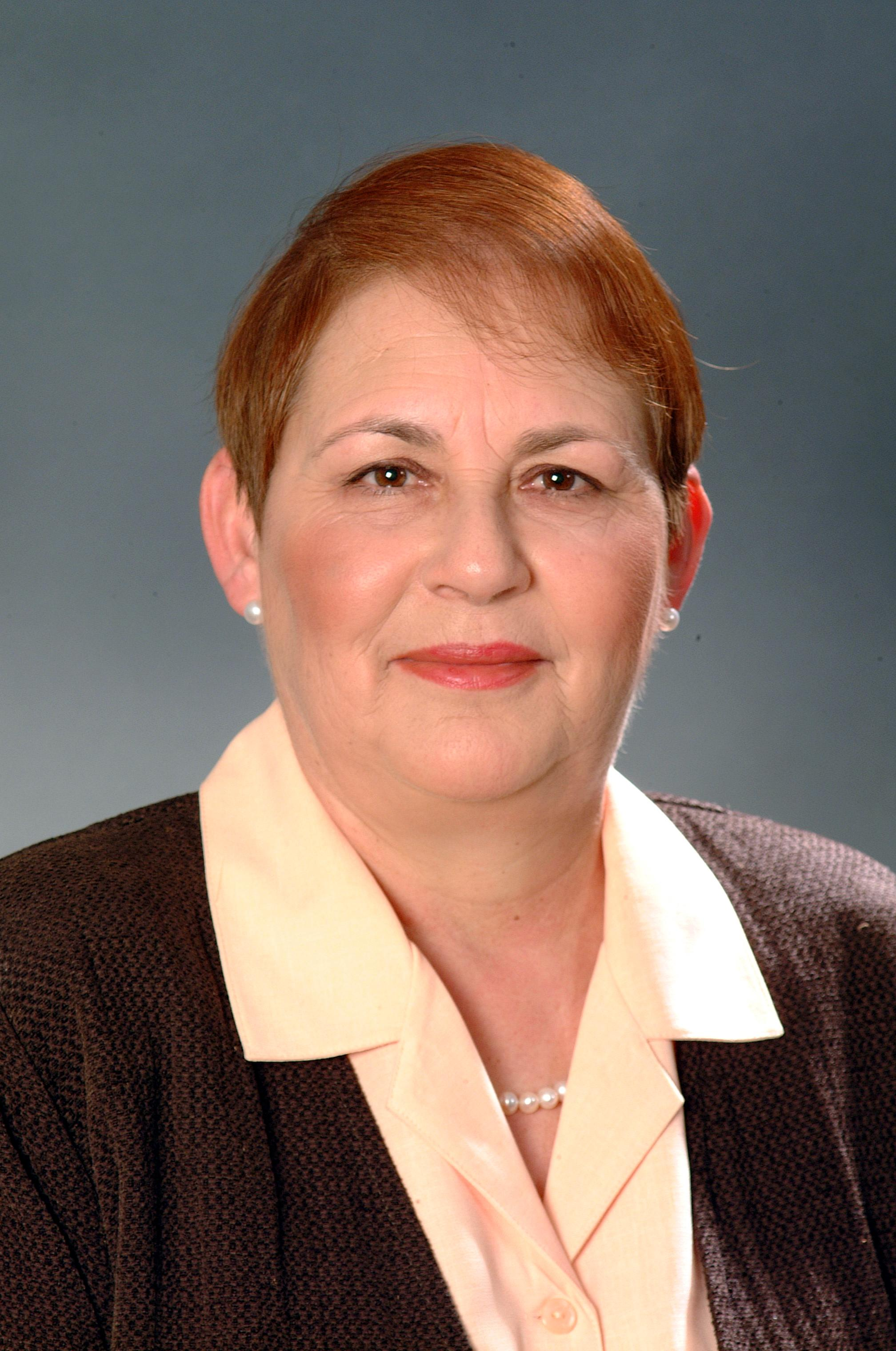
Jehudit Naot, 2003

Jehudit Naot (hebräisch יהודית נאות‎; * 4. April 1944 in Kirjat Chajim hebräisch קרית חיים, Völkerbundsmandat für Palästina, heute ein Stadtteil im Westen von Haifa; † 16. Dezember 2004 in Haifa, Israel) war eine israelische Biologin und Politikerin.

## Biografie
Jehudit Naot wurde in Kirjat Chajim bei der Stadt Haifa geboren. Sie studierte Chemie und Biologie am Technion, der technischen Universität Israels, und arbeitete anschließend an der Universität. Dort wurde sie auch zur Professorin berufen. 1975 trat sie der zionistischen, säkularen und liberalen Partei Shinui bei, die unter dem Eindruck des Jom-Kippur-Kriegs 1974 gegründet wurde. Für Shinui war sie lange in der Lokalpolitik tätig, unter anderem als stellvertretende Bürgermeisterin von Haifa in den Jahren von 1989 bis 1991 und von 1993 bis 1996. 
Sie war von Februar 2003 bis Oktober 2004 Umweltschutzministerin. Während ihrer Amtszeit wurde bei ihr Kehlkopfkrebs diagnostiziert, an dem sie schließlich verstarb.
Naot war verheiratet und hatte drei Kinder.